# Західноафриканський футбольний союз
Західноафриканський футбольний союз (англ. West African Football Union; порт. União das Federações Oeste Africanas; фр. Union des Fédérations Ouest-Africaines de Football), офіційна абревіатура WAFU-UFOA або просто WAFU (ВАФУ)— є спілкою футбольних асоціацій країн Західної Африки і колективним членом КАФ. Був заснований у 1975 році з ініціативи Сенегальської федерації футболу, що запропонувала нині діючу структуру союзу та ідею проведення основного турніру — Кубку націй ВАФУ.

## Члени
- Зона А Федерація футболу Гамбії, Футбольна федерація Гвінеї, Федерація футболу Гвінеї-Бісау, Кабо-вердська федерація футболу, Ліберійська футбольна асоціація, Федерація футболу Мавританії, Федерація футболу Малі, Сенегальська федерація футболу, Футбольна асоціація Сьєрра-Леоне
- Зона В Бенінська федерація футболу[2], Футбольна федерація Буркіна-Фасо[3] Футбольна асоціація Гани[4], Футбольна федерація Кот-д'Івуару[5], Нігерська федерація футболу[6], Федерація футболу Нігерії[7], Футбольна федерація Того[8]